# سرویس امنیتی پلیس نروژ
سرویس امنیتی پلیس نروژ (Politiets sikkerhetstjeneste (PST) , Politiets tryggingsteneste (PTT)) آژانس امنیتی پلیس نروژ است، این سازمان تا حدودی با MI5 انگلیس (سرویس امنیت) قابل مقایسه است. این آژانس قبلاً با عنوان POT (Politiets overvåkningstjeneste یا آژانس نظارت بر پلیس) فعالیت می‌کرد، اما در در ۲ ژوئن ۲۰۰۱ توسط پارلمان نروژ تغییر نام داد.
این سرویس در سال ۱۹۳۷ با هدایت وزارت دادگستری به رهبری تریگوه لی تأسیس شد. این مسئول نظارت و حفظ امنیت داخلی در نروژ است. بخش‌های عملیاتی شناخته شده شامل این موارد است:
- واحد ضداطلاعات
- واحد ضد تروریسم
- واحد منع گسترش سلاح‌های هسته ای و جرایم سازمان یافته
- واحد مبارزه با اکثر تروریسم
- واحد تحقیقات
- واحد نظارت
- واحد فناوری
- واحد تجزیه و تحلیل امنیت
- واحد اتباع خارجی

در کنار این بخش‌ها، PST به جز خانواده سلطنتی، که خدمات اسکورت مستقل خود را دارد، کلیه محافظت VIP در داخل و خارج از کشور را بر عهده دارد.
PST برخلاف تمام سرویس‌های پلیس عادی، بخشی از اداره پلیس ملی نیست، بلکه مستقیماً تحت وزارت دادگستری و امنیت عمومی قرار دارد. این سازمان تحت نظارت «کمیته نظارت بر اطلاعات پارلمان نروژ» قرار می‌گیرد.

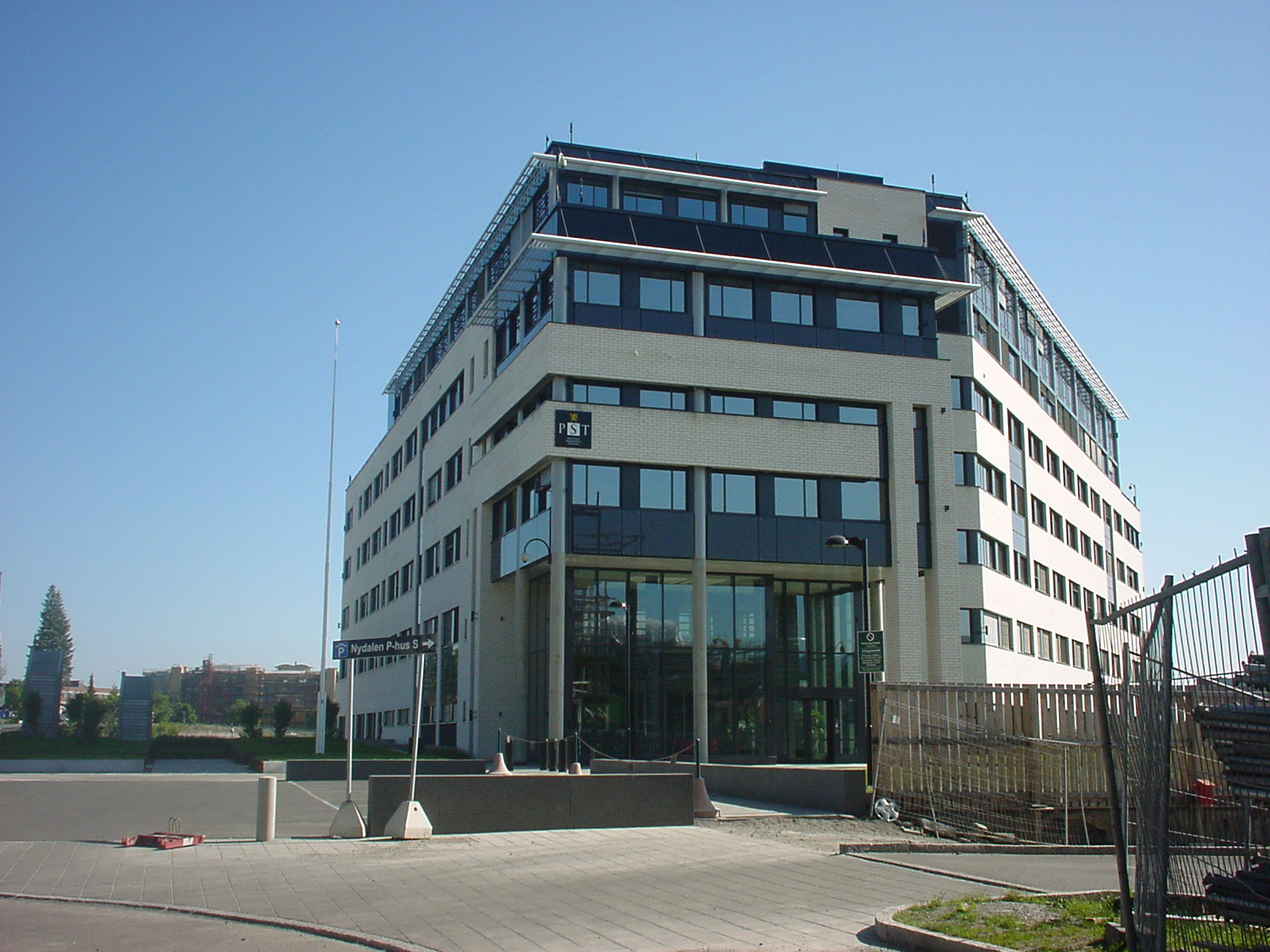
مقر اصلی PST

این سازمان متشکل از Den sentrale enhet (واحد مرکزی) است که در نیدالن، اسلو و همچنین دفاتر منطقه ای در تمام مناطق پلیس دارد.

## مدیران
این لیستی از مدیران آژانس است.
- 1957–1966: Asbjørn Bryhn
- 1967–1982: Gunnar Haarstad
- 1982–1990: Jostein Erstad
- 1990–1991: Svein Urdal
- 1991–1993: Jan Grøndahl
- 1993–1996: Hans Olav Østgaard
- 1996–1997: Ellen Holager Andenæs
- 1997–2003: Per Sefland
- 2003–2004: Arnstein Øverkil
- 2004–2009: Jørn Holme
- 2009: Roger Berg
- 2009–2012: Janne Kristiansen
- 2012: Roger Berg
- 2012–2019: Marie Benedicte Bjørnland
- ۲۰۱۹-اکنون: Hans Sverre Sjøvold[۶]